# بيل برينان (ملاكم)
بيل برينان (بالإنجليزية: Bill Brennan)‏ مواليد 23 يونيو 1893 في شيكاغو، جزيرة أيرلندا - الوفاة 15 يونيو 1924، كان ملاكم أمريكي سابق صنّف ضمن فئة الوزن الثقيل.

## إحصائيات
خاض خلال مسيرته 126 نزالا، فاز في 74 وتعادل في 42 وخسر في 10. فاز بالضربة القاضية في 68 نزالا.

## روابط خارجية
- بيل برينان على موقع بوكس ريك (الإنجليزية) (registration required)